# 草地早熟禾
草地早熟禾（学名：Poa pratensis）也称狭颖早熟禾、多花早熟禾、绿早熟禾、扁杆早熟禾，是一种禾本科植物。这种植物原产于欧亚大陆、中亚细亚区，广泛分布于北温带冷凉湿润地区。在中国分布于东北、河北、山东、山西、内蒙古、甘肃、新疆、青海、西藏、四川、江西等省区。
在原產地可做為牧草，因排水良好、可肥沃土壤，也可做為公園的草坪。在美國，美式足球與棒球的多座球場草皮使用草地早熟禾。